# Innocència (Star Trek: Voyager)
"Innocència" (títol original en anglès "Innocence") és el 22è episodi de la segona temporada i el 38è del total de la sèrie de televisió de ciència-ficció estatunidenca Star Trek: Voyager. El guió va ser escrit per Lisa Klink, i dirigit per James L. Conway. L'episodi es va emetre a UPN el 8 d'abril de 1996.
Ambientada al segle XXIV, la sèrie segueix les aventures de la tripulació de la Flota Estel·lar i els Maquis de la nau estel·lar USS Voyager després de quedar encallats al Quadrant Delta a desenes de milers d’anys llum de distància de la resta de la Federació. En aquest episodi, Tuvok queda atrapat en un planeta amb un grup de tres nens alienígenes que són perseguits per la seva pròpia gent.

## Argument
Tuvok s'estavella en una lluna juntament amb l'alferes Bennet. Bennet no sobreviu i les seves restes s'emmagatzemen en un camp de contenció a la llançadora danyada. Tuvok descobreix tres nens, Tressa, Elani i Corin. Li diuen que la nau en què es trobaven també es va estavellar, matant els adults. El convencen que altres membres de la seva raça, els Drayans, volen fer-los mal. Tuvok ajuda els nens a eludir un grup de recerca. Més tard, quan el perill passa, es comporten com ho farien els nens normalment, ficant-se en coses que no haurien de fer i fent preguntes incessants mentre Tuvok intenta contactar amb la seva nau.
El líder dels Drayans, Alcia, contacta amb la «Voyager» per dir-li que han trobat la llançadora i que el tripulant ha de ser desallotjat el més aviat possible. El planeta és sagrat per als Drayans i la seva presència el profanen.
Els esforços de Tuvok fracassen, ja que dos dels nens, Elani i Corin, desapareixen enmig de la nit. La capitana Janeway i Paris baixen en una llançadora fins a la superfície mentre són perseguits per altres Drayans, que no volen que la llançadora taqui la sacralitat de la lluna. Aviat, es produeix un enfrontament entre els extraterrestres i la tripulació de la «Voyager». La tripulació creu que els extraterrestres volen fer mal a l'últim nen, fins que finalment s'explica que no eren nens en absolut, sinó Drayans senils al final de la seva vida; la seva espècie envelleix a la inversa.
Tressa recorda la veritat sobre les seves circumstàncies. Amb el permís d'Alcia, Tuvok promet quedar-se amb Tressa fins al final.

## Actors convidats
- Marnie McPhail - Alcia
- Tiffany Taubman - Tressa
- Sarah Rayne - Elani
- Tahj D. Mowry - Corin
- Richard Garon - Alferes Bennet

## Producció
L'escriptora Lisa Klink havia escrit anteriorment l'episodi Resistència (1995; T02 E12). Va proposar la idea per a "Innocència" i Michael Piller va preguntar temàticament "De què tracta?" i Klink va explicar "Es tracta de Tuvok com a pare. Com eduquen els vulcanians els seus fills perquè siguin lògics?" i van continuar desenvolupant l'episodi a partir d'aquí.
Klink sabia que Tim Russ podia cantar i volia incloure una cançó de bressol vulcaniana, cosa que li va causar certa preocupació. Ella el va assegurar que "una cançó de bressol vulcaniana seria pràctica i inclouria una lliçó" i el compositor va triar una melodia adequadament ombrívola. Klink fins i tot va ser inclosa al sindicat de compositors ASCAP com a resultat.
Klink va quedar satisfeta amb com va resultar l'episodi, destacant-lo com un dels seus preferits. Estava satisfeta tant amb la trama principal com amb la història de sèrie B. Va pensar que les actuacions eren fantàstiques, Tim Russ era genial, "fins i tot els nens eren bons", i estava satisfeta amb la "perfecta" presentació còmica de Robert Picardo.
Marnie McPhail, que interpreta la líder Drayan "Alcia", també va aparèixer aquell mateix any com a "Alferes Eiger" a Star Trek: First Contact (1996).

## Recepció
Keith DeCandido de Tor.com va donar a l'episodi un 7 sobre 10, i va dir que era un episodi excel·lent i que l'hauria qualificat encara més si no fos pel final. En particular, va elogiar Tim Russ per haver demostrat "una vegada més ser una de les millors parts de Voyager" aportant tant al personatge de Tuvok "un fort sentit de compassió, eficiència i lògica" i demostrant que és un excel·lent pare. DeCandido va criticar el final i va trobar l'analogia "en el millor dels casos ignorant i en el pitjor insultant".